# Embarcation de drome opérationnelle de nouvelle génération
L'EDO NG (Embarcation de drome opérationnelle de nouvelle génération) est une embarcation semi-rigide construite par Zodiac Milpro et utilisée depuis 2011 par la Marine nationale française. 

## Historique
Commandés fin 2009 à 34 exemplaires pour un montant de 6 millions d'euros, les EDO NG livrés de janvier 2011 à fin 2012 la plupart des frégates de la Marine nationale (à commencer par le Courbet), puis, au fur et à mesure de leur livraison,  l'ensemble des bâtiments de classe Aquitaine.

## Configurations
L'EDO NG est conçue pour être configurée selon les besoins de la Marine Nationale :
- canot de secours rapide (fast rescue boats SOLAS) : 5 personnes et 1 brancard :
- opération de contrôle : 14 personnes armées et un fusil-mitrailleur de calibre 7,62 mm.

## Interopérabilité et projection
L'EDO NG est développée, dès la rédaction de son cahier des charges, afin d'être embarquée sur la plupart des navires de la Marine nationale française :
- FREMM
- PHA
- FLF

## Caractéristiques
- longueur : 6,7 mètres
- déplacement en charge : 3,4 tonnes
- déplacement lège : 4 tonnes
- vitesse : 30 nœuds en configuration canot de secours rapide - 20 nœuds en configuration de contrôle[2]
- autonomie : 120 NM (4 h à 30 nds)[3]
- personnel : jusqu'à 14 personnes
- motorisation : inboard 1 × 225 ch